# 納米比亞變色龍
納米比亞變色龍 (Chamaeleo namaquensis)亦稱之為纳马夸变色龙。其种加词“namaquensis”意为“纳米比亚的”。主要分布於安哥拉和納米比亞的納米比沙漠。
和其他變色龍不同，納米比亞變色龍是屬於沙漠中的地棲變色龍。

## 生存技能
纳米比亚变色龙为适应沙漠条件进行了几个方面的进化： 它们从鼻腔腺体排泄盐以保护体内水分，并挖洞以保持体温。它们还通过改变颜色以助于控制温度，凉爽的早晨，它们为黑色，更有效地吸收热量，然后在炎热的白天为亮灰色，来反射光。或在相同的时间显示出两种颜色，脊柱左右截然分开。
納米比亞變色龍主要以昆蟲為食，也捕食小型的蛇與蜥蝪，一些沿海種群也在潮間帶覓食海洋節肢動物，使其成為唯一這樣做的變色龍物種。